# 提圖斯·塔提烏斯

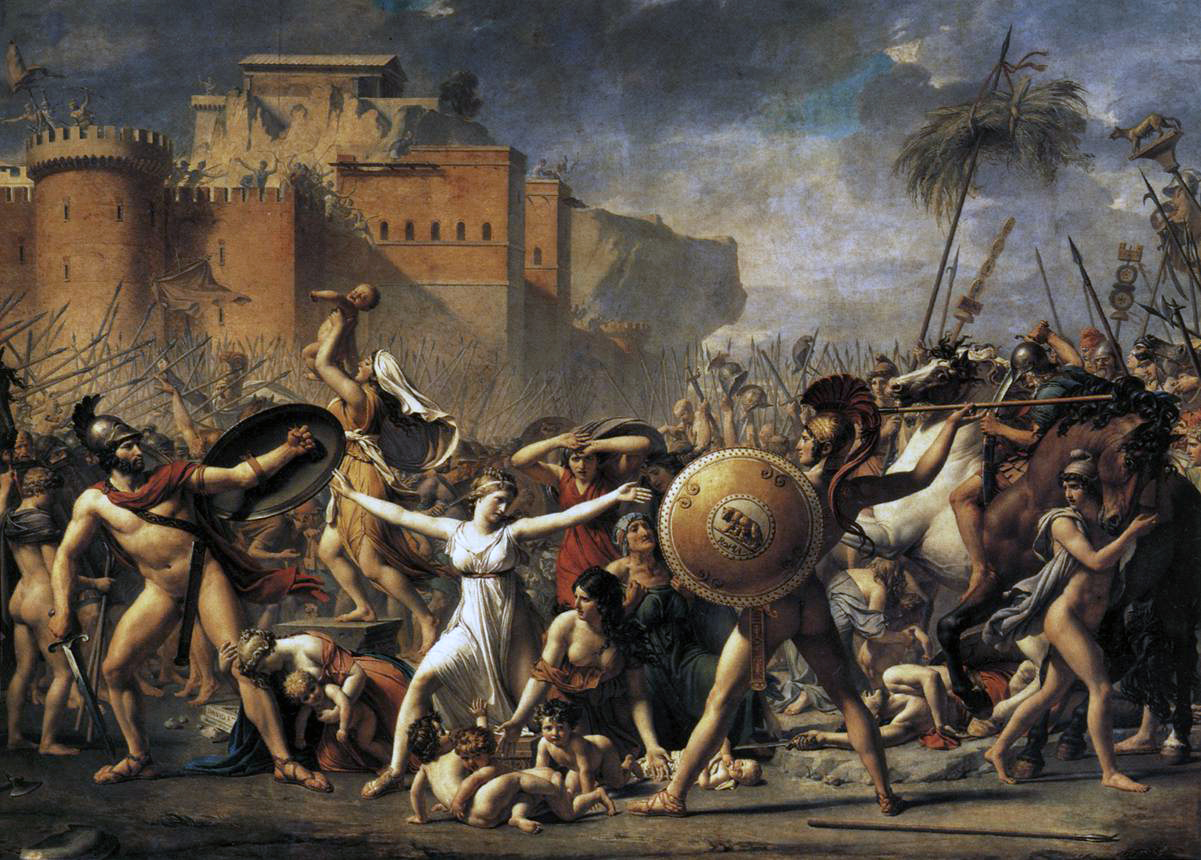
《薩賓婦女》，賈克-路易·大衛所繪。提圖斯·塔提烏斯位於左方。

提圖斯·塔提烏斯（拉丁語：Titus Tatius）是羅馬神話中薩賓人的國王。在羅馬建城初期，羅馬人搶奪薩賓婦女為妻，因此提圖斯·塔提烏斯對羅馬宣戰。薩賓人在塔培亞的幫助下佔領了卡庇托林山，爆發拉庫斯庫提烏斯戰役；最終雙方講和，提圖斯·塔提烏斯與羅慕路斯成為羅馬城的共治者。